# Joachim Claus

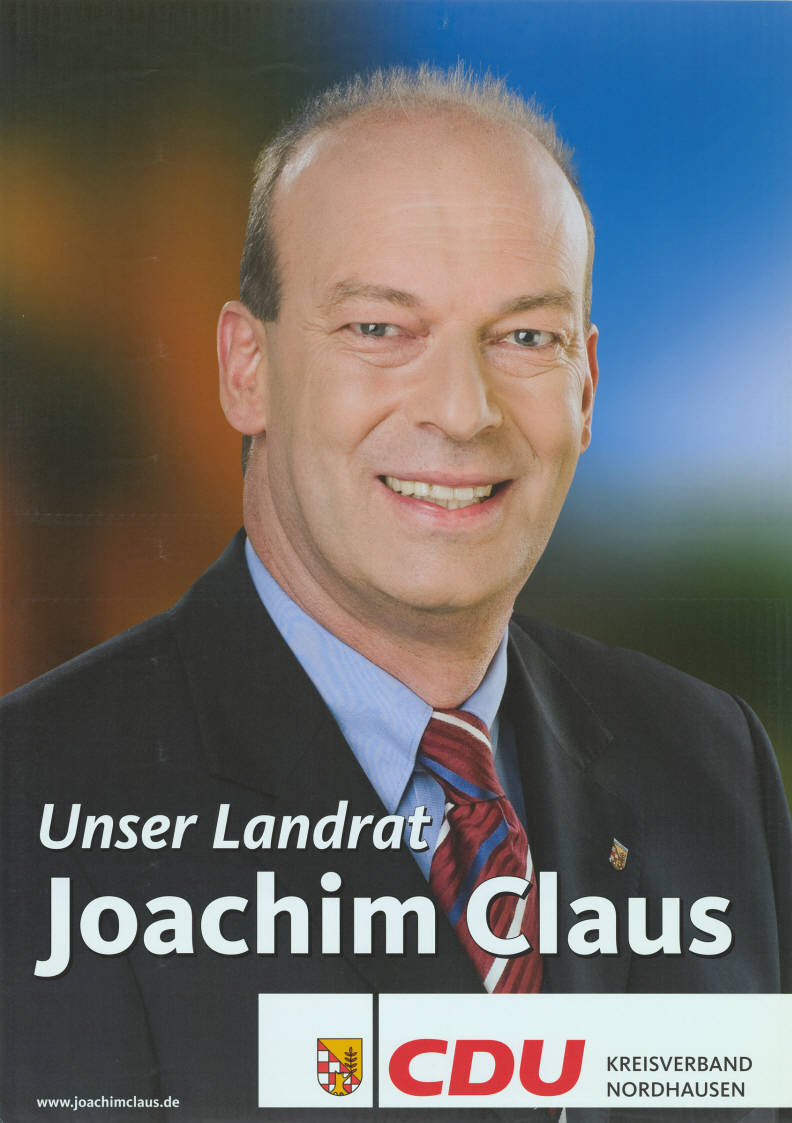
Kandidatenplakat zur Kommunalwahl in Thüringen 2006

Joachim Claus (* 31. Oktober 1961 in Gernrode im Eichsfeld) ist ein deutscher Kommunalpolitiker (CDU) und war von 1990 bis 2012 Landrat im Landkreis Nordhausen.
Claus war bis zu seiner Wahl zum Landrat im Mai 1990 Lehrer für Mathematik und Physik an der Ernst-Thälmann-Schule in Nordhausen. Er war mit 28 Jahren zu dieser Zeit der jüngste Landrat Deutschlands. Joachim Claus, der 1979 Mitglied der CDU-Ost wurde, schied 2012 freiwillig aus dem Amt aus; seine Nachfolgerin wurde Birgit Pommer (Die Linke). Heute arbeitet er als Berufsberater.
Claus ist verheiratet, Vater einer erwachsenen Tochter und lebt in Bielen bei Nordhausen.